# Peter Lotharius Oxholm

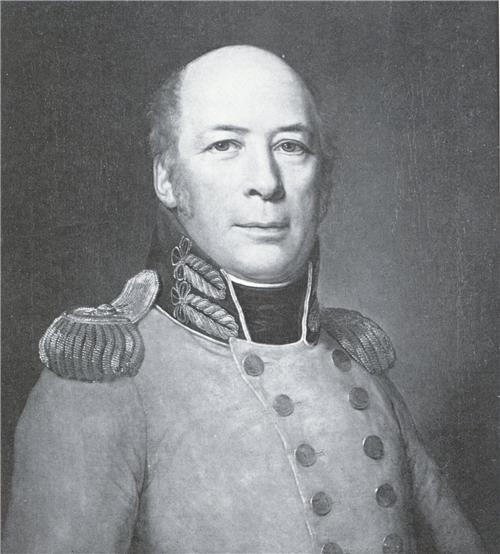
Peter Lotharius Oxholm

Peter Lotharius Oxholm, född 10 juli 1753 i Köpenhamn, död 27 juli 1827 på Frederiksdal var en dansk officer och generalguvernör i Danska Västindien.

## Karriär
Oxholm började sin karriär som kadett 1763 och blev korpral 1769. Från 1771 var Peter Lotharius Oxholm page hos drottning Caroline Mathilde och var i tjänst i förkammaren när hon arresterades. Efter tjänst reste han som löjtnant till Västindien 1777.
Oxholm åkte tillbaka till Danmark 1793 och tilldelades rangen överste av Danmarks armé. Vid milisens organisering 1801 blev han chef för ett regemente – Søndre Sjællandske Landeværnsregiment (Sydsjälländska försvarsregementet) – och deltog i Slaget vid Køge 1807, där han tillsammans med ett handfull antal andra meniga och officerare förskansade sig bakom kyrkogårdsmuren på Herfølge kyrka. Efter en kort men intensiv strid tvingades han ge upp och lät sig tillfångatas.
1814 blev han generallöjtnant och generalguvernör i Västindien. Året efter blev han kommendör av Dannebrogorden.

## Äktenskap
Han var först gift med Marie Heiliger, som dog 1794, och senare med Ann O'Neill (3 februari 1780 – 16 augusti 1844), dotter till plantageägaren O'Neill på St. Croix och av en irisk adelssläkt. Med henne fick han barnen:
1. Emilie Catharine Oxholm (8 oktober 1799 – 26 september 1881 i Köpenhamn)
2. Frederik Thomas Oxholm (1801-1871)
3. Carolina Augusta Oxholm (24 maj 1803 – 1872)
4. Carl Arthur Oxholm (1804-1839)
5. Waldemar Tully Oxholm (1805-1876)
6. Harald Peter Oxholm (1807-1869)
7. Oscar O'Neill Oxholm (1809-1871)

Han är begraven på Garnisons Kirkegård.